# Vigil in the Night
Vigil in the Night ist ein US-amerikanischer Liebesfilm mit Carole Lombard, Brian Aherne und Anne Shirley aus dem Jahr 1940. Der Film basiert auf der Novelle Vigil in the Night von A. J. Cronin aus dem Jahr 1939.

## Handlung
In Großbritannien nimmt die Nachtschwester Anne Lee die Schuld für einen tödlichen Fehler ihrer Schwester Lucy, ebenfalls Krankenschwester, auf sich und muss das Krankenhaus, in dem sie beide arbeiten, verlassen. Sie zieht in eine große Stadt, wo sie sich eine Stelle in einem anderen Krankenhaus besorgt und sich in Dr. Robert Prescott verliebt. Auf dem Weg dorthin überwinden Anne und Prescott Hindernisse und persönliche Tragödien und setzen sich gemeinsam für bessere Bedingungen in der Krankenpflege ein und bekämpfen eine Masernepidemie, die die Kinder der Stadt bedroht.

## Alternative Versionen
Die europäische Version des Films hat ein etwas anderes Ende: Im Büro von Dr. Prescott ist die Stimme des britischen Premierministers Neville Chamberlain im Radio zu hören, der erklärt, dass Hitler sich geweigert hat, seine Truppen aus Polen abzuziehen, und dass deshalb zwischen Deutschland und Großbritannien Kriegszustand herrscht. Da die Vereinigten Staaten noch nicht in den Zweiten Weltkrieg eingetreten waren, enthält die amerikanische Version keinen solchen Funkspruch und eine Aufnahme, in der Anne Lee und Dr. Prescott auf die Nachricht reagieren, wurde gelöscht.